# 粗纹华蜗牛
粗纹华蜗牛（学名：Cathaica constantinae）为巴蜗牛科华蜗牛属的动物，是中国的特有物种。分布于甘肃、陕西、宁夏等地，生活环境为陆地，多见于山区、丘陵地带以及灌木草丛中及多石块处。